# St. Jakobus der Ältere (Gesseltshausen)

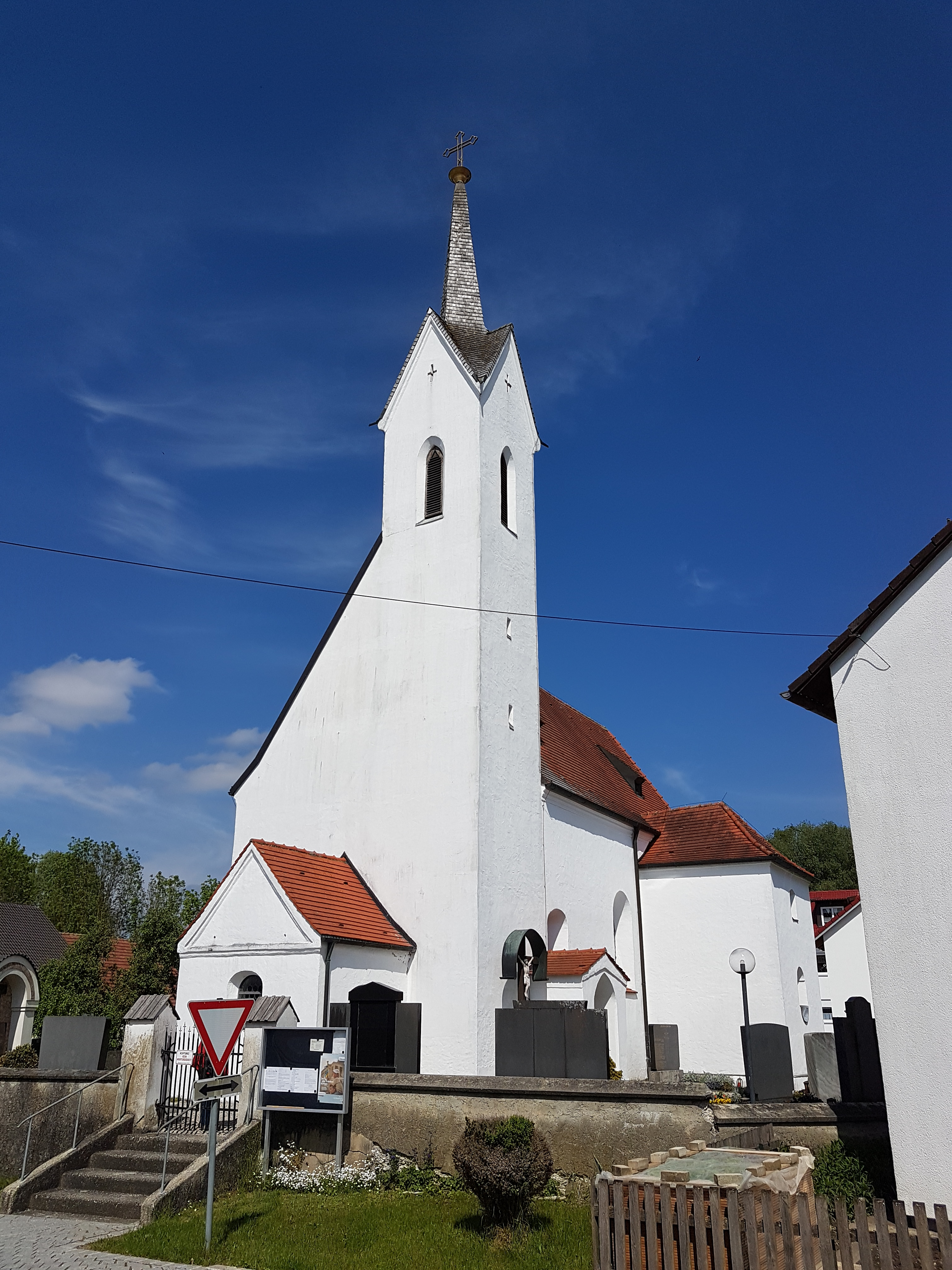
St. Jakobus der Ältere in Gesseltshausen

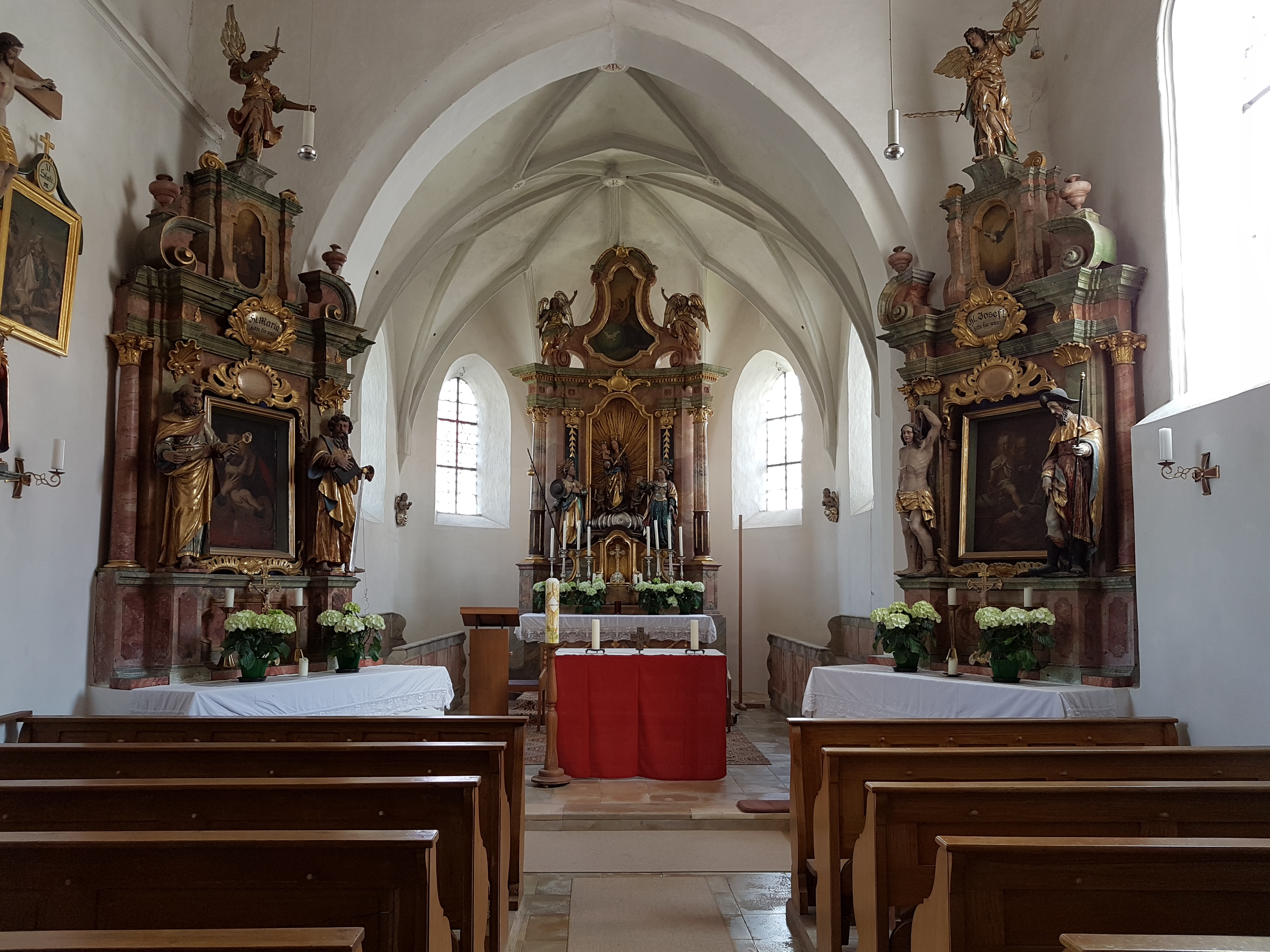
Innenraum

Die römisch-katholische Filialkirche St. Jakobus der Ältere steht in Gesseltshausen, einem Kirchdorf in der Gemeinde Fahrenzhausen im oberbayerischen Landkreis Freising. Das Bauwerk ist in der Liste der Baudenkmäler in Fahrenzhausen unter der Nr. D-1-78-123-7 eingetragen. Die Kirche gehört zum Pfarrverband Massenhausen im Dekanat Freising des Erzbistums München und Freising.

## Beschreibung
Die spätgotische Saalkirche wurde im Kern im 15. Jahrhundert erbaut. Der älteste Teil ist das Langhaus, an das sich der dreiseitig geschlossene Chor im Osten mit der an dessen Südwand angebauten zweigeschossigen Sakristei anschließt. Der in die Südwestecke des Langhauses eingebundene Fassadenturm im Westen ist gegenüber der Mittelachse nach Süden verschoben. Sein oberstes Geschoss enthält den Glockenstuhl, darüber erhebt sich zwischen den Giebeln ein spitzer Helm. 
Der Innenraum des Langhauses ist mit einer Flachdecke überspannt, der des Chors mit einem Kreuzrippengewölbe. Vor dem frühklassizistischen Hochaltar vom Ende des 18. Jahrhunderts stehen die Skulpturen des Jakobus des Älteren und einer weiblichen Heiligen. Der Kreuzweg aus der zweiten Hälfte des 18. Jahrhunderts wird Johann Baptist Deyrer zugeschrieben.